# 福岡県の市町村旗一覧
福岡県の市町村旗一覧（ふくおかけんのしちょうそんきいちらん）は、福岡県内の市町村に制定されている、あるいは制定されていた市町村旗の一覧である。なお、一覧の順序は全国地方公共団体コード順による。廃止された市町村旗は廃止日から順に掲載している。

## 市部
| 市       | 市旗                          | 制定有無 | 制定日         | 旗の色                                                                                      | 備考                                           |
| -------- | ----------------------------- | -------- | -------------- | ------------------------------------------------------------------------------------------- | ---------------------------------------------- |
| 北九州市 | （金色の場合） （白色の場合） | あり     | 1973年6月5日   | 紋章が金色の場合:地色は古代紫が指定されている 紋章が白色の場合:地色は古代紫が指定されている | 紋章部分が金色と白色が指定されている           |
| 福岡市   |                               | なし     | なし           | 地色は白色であり、紋章は群生色が指定されている                                              |                                                |
| 大牟田市 |                               | あり     | 2010年11月11日 | 地色は白色であり、紋章は赤色（赤色の類似色も認められている）が指定されている                |                                                |
| 久留米市 |                               | なし     | なし           | 地色は臙脂色であり、紋章は白色が指定されている                                              |                                                |
| 直方市   |                               | あり     | 1973年9月1日   | 地色は紺色であり、紋章は白色が指定されている                                                |                                                |
| 飯塚市   |                               | なし     | なし           | 地色は小豆色であり、紋章は白色が指定されている                                              |                                                |
| 田川市   |                               | なし     | なし           | 色は定めていない                                                                            |                                                |
| 柳川市   |                               | なし     | なし           | 地色は白色であり、紋章は緑色が指定されている                                                | 2代目の市旗である                              |
| 八女市   |                               | なし     | なし           | 地色は白色であり、紋章は青色が指定されている                                                |                                                |
| 筑後市   |                               | なし     | なし           | 地色は小豆色であり、紋章は白色が指定されている                                              |                                                |
| 大川市   |                               | あり     | 1979年10月6日  | 地色はライトブルー色であり、紋章は白色が指定されている                                      | 市木である桐の木が配されている（桐は白色）     |
| 行橋市   |                               | なし     | なし           | 地色は白色であり、紋章は赤色が指定されている                                                |                                                |
| 豊前市   |                               | あり     | 1955年11月3日  | 地色は緑色であり、紋章は黄色・縁取りは白色が指定されている                                  | 1990年9月3日に告示される                       |
| 中間市   |                               | あり     | 1958年11月1日  | 地色は白色であり、紋章は臙脂色が指定されている                                              |                                                |
| 小郡市   |                               | なし     | なし           | 地色は白色であり、紋章はスホウ色が指定されている                                            |                                                |
| 筑紫野市 |                               | あり     | 2005年1月19日  | 地色は緑色であり、紋章は白色が指定されている                                                | 制定前は制定されていない                       |
| 春日市   |                               | あり     | 1982年1月7日   | 地色は緑色であり、紋章は白色が指定されている                                                |                                                |
| 大野城市 |                               | あり     | 1970年10月1日  | 地色は白色であり、紋章は臙脂色が指定されている                                              | 大野町旗として制定され、市制施行後に継承される |
| 宗像市   |                               | なし     | なし           | 地色は白色であり、紋章は指定色が指定されている                                              | 2代目の市旗である                              |
| 太宰府市 |                               | あり     | 1982年4月1日   | 地色は白色であり、紋章は紺色が指定されている                                                |                                                |
| 古賀市   |                               | なし     | なし           | 地色は深緑色であり、紋章は橙色、縁部分は白色が指定されている                                |                                                |
| 福津市   |                               | あり     | 2005年1月24日  | 地色は白色であり、紋章は指定色が指定されている                                              |                                                |
| うきは市 |                               | なし     | なし           | 地色は白色であり、紋章は指定色が指定されている                                              |                                                |
| 宮若市   |                               | なし     | なし           | 地色は白色であり、紋章は指定色が指定されている                                              |                                                |
| 朝倉市   |                               | なし     | なし           | 地色は白色であり、紋章は指定色が指定されている                                              |                                                |
| 嘉麻市   |                               | なし     | なし           | 地色は白色であり、紋章は指定色が指定されている                                              |                                                |
| みやま市 |                               | なし     | なし           | 地色は白色であり、紋章は緑色が指定されている                                                |                                                |
| 糸島市   |                               | なし     | なし           | 地色は白色であり、紋章は指定色が指定されている                                              |                                                |
| 那珂川市 |                               | なし     | なし           | 地色は白色であり、紋章は緑色が指定されている                                                |                                                |

## 町村部
| 郡     | 町村     | 町村旗 | 制定有無 | 制定日        | 旗の色                                                   | 備考 |
| ------ | -------- | ------ | -------- | ------------- | -------------------------------------------------------- | ---- |
| 糟屋郡 | 宇美町   |        | あり     | 1975年11月1日 | 地色は緑色であり、紋章は赤色・縁は白色が指定されている   |      |
| 糟屋郡 | 篠栗町   |        | なし     | なし          | 地色は緑色であり、紋章は白色が指定されている             |      |
| 糟屋郡 | 志免町   |        | なし     | なし          | 地色は白色であり、紋章は水色が指定されている             |      |
| 糟屋郡 | 須恵町   |        | なし     | なし          | 地色は藍色であり、紋章は白色が指定されている             |      |
| 糟屋郡 | 新宮町   |        | なし     | なし          | 地色は藍色であり、紋章は白色が指定されている             |      |
| 糟屋郡 | 久山町   |        | なし     | なし          | 地色はコバルトブルー色であり、紋章は白色が指定されている |      |
| 糟屋郡 | 粕屋町   |        | なし     | なし          | 地色は白色であり、紋章は緑色が指定されている             |      |
| 遠賀郡 | 芦屋町   |        | なし     | なし          | 地色は青色であり、紋章は白色が指定されている             |      |
| 遠賀郡 | 水巻町   |        | なし     | なし          | 地色は紫色であり、紋章は白色が指定されている             |      |
| 遠賀郡 | 岡垣町   |        | なし     | なし          | 地色は白色であり、紋章は藍色が指定されている             |      |
| 遠賀郡 | 遠賀町   |        | なし     | なし          | 地色は青色であり、紋章は白色が指定されている             |      |
| 鞍手郡 | 小竹町   |        | なし     | なし          | 地色は白色であり、紋章は緑色が指定されている             |      |
| 鞍手郡 | 鞍手町   |        | なし     | なし          | 地色は緑色であり、紋章は白色が指定されている             |      |
| 嘉穂郡 | 桂川町   |        | なし     | なし          | 地色は臙脂色であり、紋章は白色が指定されている           |      |
| 朝倉郡 | 筑前町   |        | なし     | なし          | 地色は白色であり、紋章は指定色が指定されている           |      |
| 朝倉郡 | 東峰村   |        | なし     | なし          | 地色は白色であり、紋章は指定色が指定されている           |      |
| 三井郡 | 大刀洗町 |        | なし     | なし          | 地色は青色であり、紋章は白色が指定されている             |      |
| 三潴郡 | 大木町   |        | なし     | なし          | 地色は白色であり、紋章は緑色と赤色が指定されている       |      |
| 八女郡 | 広川町   |        | なし     | なし          | 地色は白色であり、紋章は青色が指定されている             |      |
| 田川郡 | 香春町   |        | なし     | なし          | -                                                        |      |
| 田川郡 | 添田町   |        | なし     | なし          | 地色は白色であり、紋章は赤色と緑色が指定されている       |      |
| 田川郡 | 糸田町   |        | なし     | なし          | -                                                        |      |
| 田川郡 | 川崎町   |        | なし     | なし          | -                                                        |      |
| 田川郡 | 大任町   |        | なし     | なし          | 地色は白色であり、紋章は緑色が指定されている             |      |
| 田川郡 | 赤村     |        | なし     | なし          | 地色は白色であり、紋章は緑色が指定されている             |      |
| 田川郡 | 福智町   |        | なし     | なし          | 地色は白色であり、紋章は指定色が指定されている           |      |
| 京都郡 | 苅田町   |        | なし     | なし          | 地色は白色であり、紋章は赤茶色が指定されている           |      |
| 京都郡 | みやこ町 |        | あり     | 2012年9月13日 | 地色は白色であり、紋章は指定色が指定されている           |      |
| 築上郡 | 吉富町   |        | なし     | なし          | 地色は青色であり、紋章は白色が指定されている             |      |
| 築上郡 | 上毛町   |        | なし     | なし          | 地色は白色であり、紋章は指定色が指定されている           |      |
| 築上郡 | 築上町   |        | なし     | なし          | 地色は白色であり、紋章は緑色が指定されている             |      |

## 廃止された市町村旗
| 市郡   | 町村     | 市町村旗 | 制定有無 | 制定日         | 廃止日         | 旗の色                                                     | 備考                                                     |
| ------ | -------- | -------- | -------- | -------------- | -------------- | ---------------------------------------------------------- | -------------------------------------------------------- |
| 京都郡 | 犀川町   |          | なし     | なし           | 1993年2月1日   | -                                                          | 初代の町旗である                                         |
| 宗像市 |          |          | なし     | なし           | 2003年4月1日   | 地色は白色であり、紋章は青色が指定されている               | 初代の市旗である                                         |
| 宗像郡 | 玄海町   |          | なし     | なし           | 2003年4月1日   | -                                                          |                                                          |
| 宗像郡 | 福間町   |          | なし     | なし           | 2005年1月24日  | -                                                          |                                                          |
| 宗像郡 | 津屋崎町 |          | なし     | なし           | 2005年1月24日  | -                                                          |                                                          |
| 三井郡 | 北野町   |          | なし     | なし           | 2005年2月5日   | -                                                          |                                                          |
| 三潴郡 | 三潴町   |          | なし     | なし           | 2005年2月5日   | -                                                          |                                                          |
| 三潴郡 | 城島町   |          | なし     | なし           | 2005年2月5日   | -                                                          |                                                          |
| 浮羽郡 | 田主丸町 |          | なし     | なし           | 2005年2月5日   | -                                                          |                                                          |
| 浮羽郡 | 吉井町   |          | なし     | なし           | 2005年3月20日  | -                                                          |                                                          |
| 浮羽郡 | 浮羽町   |          | なし     | なし           | 2005年3月20日  | -                                                          |                                                          |
| 柳川市 |          |          | なし     | なし           | 2005年3月21日  | 地色は白色であり、紋章は緑色が指定されている               | 初代の市旗である                                         |
| 山門郡 | 三橋町   |          | なし     | なし           | 2005年3月21日  | 地色は紫色であり、紋章は白色が指定されている               |                                                          |
| 山門郡 | 大和町   |          | なし     | なし           | 2005年3月21日  | 地色は緑色であり、紋章は白色が指定されている               |                                                          |
| 朝倉郡 | 夜須町   |          | なし     | なし           | 2005年3月22日  | -                                                          |                                                          |
| 朝倉郡 | 三輪町   |          | なし     | なし           | 2005年3月22日  | -                                                          |                                                          |
| 宗像郡 | 大島村   |          | なし     | なし           | 2005年3月28日  | -                                                          |                                                          |
| 朝倉郡 | 小石原村 |          | なし     | なし           | 2005年3月28日  | 地色は白色であり、紋章は青色と緑色が指定されている         |                                                          |
| 朝倉郡 | 宝珠山村 |          | あり     | 1963年8月      | 2005年3月28日  | 地色は藍色であり、紋章は白色と緑色が指定されている         | 紋章の下側の文字である「宝珠山村」は白色が指定されている |
| 築上郡 | 大平村   |          | なし     | なし           | 2005年10月11日 | -                                                          |                                                          |
| 築上郡 | 新吉富村 |          | なし     | なし           | 2005年10月11日 | -                                                          |                                                          |
| 築上郡 | 椎田町   |          | なし     | なし           | 2006年1月10日  | 地色は藍色であり、紋章は白色が指定されている               |                                                          |
| 築上郡 | 築城町   |          | なし     | なし           | 2006年1月10日  | 地色は緑色であり、紋章は白色が指定されている               |                                                          |
| 鞍手郡 | 若宮町   |          | あり     | 1991年         | 2006年2月11日  | -                                                          |                                                          |
| 鞍手郡 | 宮田町   |          | なし     | なし           | 2006年2月11日  | -                                                          |                                                          |
| 田川郡 | 赤池町   |          | なし     | なし           | 2006年3月6日   | -                                                          |                                                          |
| 田川郡 | 金田町   |          | なし     | なし           | 2006年3月6日   | -                                                          |                                                          |
| 田川郡 | 方城町   |          | あり     | 1973年7月      | 2006年3月6日   | 地色は緑色であり、紋章は黄色が指定されている               |                                                          |
| 甘木市 |          |          | なし     | なし           | 2006年3月20日  | 地色は白色であり、紋章は緑色が指定されている               |                                                          |
| 朝倉郡 | 朝倉町   |          | なし     | なし           | 2006年3月20日  | 地色は白色であり、紋章は緑色が指定されている               |                                                          |
| 朝倉郡 | 杷木町   |          | なし     | なし           | 2006年3月20日  | 地色は臙脂色であり、紋章は白色が指定されている             |                                                          |
| 京都郡 | 犀川町   |          | なし     | なし           | 2006年3月20日  | -                                                          |                                                          |
| 京都郡 | 豊津町   |          | なし     | なし           | 2006年3月20日  | -                                                          |                                                          |
| 京都郡 | 勝山町   |          | なし     | なし           | 2006年3月20日  | -                                                          |                                                          |
| 嘉穂郡 | 筑穂町   |          | なし     | なし           | 2006年3月26日  | -                                                          |                                                          |
| 嘉穂郡 | 穂波町   |          | あり     | 1982年10月31日 | 2006年3月26日  | 地色は臙脂色であり、紋章は白色が指定されている             |                                                          |
| 嘉穂郡 | 庄内町   |          | なし     | なし           | 2006年3月26日  | -                                                          |                                                          |
| 嘉穂郡 | 頴田町   |          | なし     | なし           | 2006年3月26日  | -                                                          |                                                          |
| 山田市 |          |          | なし     | なし           | 2006年3月27日  | 地色は小豆色であり、紋章は緑色が指定されている             |                                                          |
| 嘉穂郡 | 稲築町   |          | なし     | なし           | 2006年3月27日  | 地色はコバルトブルー色であるが、紋章は白色が指定されている |                                                          |
| 嘉穂郡 | 碓井町   |          | なし     | なし           | 2006年3月27日  | 地色は青色であり、紋章は黄色が指定されている               |                                                          |
| 嘉穂郡 | 嘉穂町   |          | なし     | なし           | 2006年3月27日  | 地色は臙脂色であり、紋章は白色が指定されている             |                                                          |
| 八女郡 | 上陽町   |          | なし     | なし           | 2006年10月1日  | 地色は白色であり、紋章は臙脂色が指定されている             |                                                          |
| 山門郡 | 瀬高町   |          | なし     | なし           | 2007年1月29日  | -                                                          |                                                          |
| 山門郡 | 山川町   |          | なし     | なし           | 2007年1月29日  | -                                                          |                                                          |
| 三池郡 | 高田町   |          | なし     | なし           | 2007年1月29日  | -                                                          |                                                          |
| 前原市 |          |          | なし     | なし           | 2010年1月1日   | 地色は白色であり、紋章は緑色が指定されている               |                                                          |
| 糸島郡 | 二丈町   |          | なし     | なし           | 2010年1月1日   | -                                                          |                                                          |
| 糸島郡 | 志摩町   |          | なし     | なし           | 2010年1月1日   | 地色は黄色であり、紋章は緑色が指定されている               |                                                          |
| 八女郡 | 黒木町   |          | なし     | なし           | 2010年2月1日   | 地色は緑色であり、紋章は白色が指定されている               |                                                          |
| 八女郡 | 立花町   |          | なし     | なし           | 2010年2月1日   | 地色は白色であり、紋章は青色が指定されている               |                                                          |
| 八女郡 | 矢部村   |          | なし     | なし           | 2010年2月1日   | -                                                          |                                                          |
| 八女郡 | 星野村   |          | なし     | なし           | 2010年2月1日   | 地色は黄緑色であり、紋章は白色が指定されている             |                                                          |

### 書籍
- 近藤春夫『都市の紋章 : 一名・自治体の徽章』行水社、1915年。NDLJP:955061
- NHK情報ネットワーク『NHKふるさとデータブック9 [九州 1]』日本放送協会、1992年5月1日。

### 自治体書籍
- 宝珠山村役場『宝珠山村例規集』福岡県朝倉郡宝珠山村。
- 穂波町役場『穂波町例規集』福岡県嘉穂郡穂波町。
- 方城町役場『広報ほうじょう 昭和48年10月1日号』福岡県田川郡方城町、1973年10月1日。